# Симфонія № 3 (Мендельсон)
Симфонія № 3, ля мінор, op.56, відома як «Шотландська» (нім. „Schottische“) — симфонія Фелікса Мендельсона, написана під враженнями подрожі композитора до Шотландії у 1829 році, завершена в 1842 році. Вперше виконана 3 березня 1842 році в Лейпцигу
Склад оркестру: дві флейти, два гобої, два кларнети, два фаготи, чотири валторни, дві труби (в строї Ре), литаври, струнні.

## Структура
1. Andante con moto — Allegro un poco agitato
2. Vivace non troppo
3. Adagio
4. Allegro vivacissimo — Allegro maestoso assai